# Kelenken guillermoi
A Kelenken guillermoi a madarak (Aves) osztályának kígyászdarualakúak (Cariamiformes) rendjébe, ezen belül a fosszilis gyilokmadarak (Phorusrhacidae) családjába tartozó faj.
Nemének az egyetlen faja.

## További információk

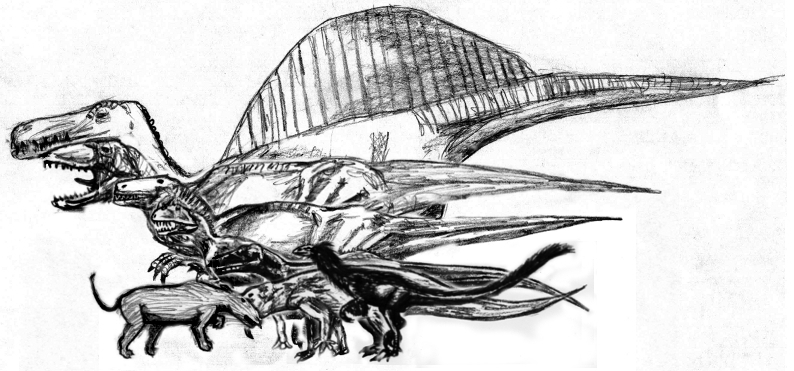
Néhány óriás ragadozó, köztük sötétzöld színnel jelölt Kelenken és az ember méretének összehasonlítása

## Tudnivalók
A középső miocénben élt a Kelenken guillermoi faj, amelynek fosszíliáját 2006-ban fedezték fel Patagóniában, a koponya nagyságát tekintve a legnagyobb eddig ismert röpképtelen húsevő madár. A csaknem teljes megtalált koponya 71,6 centiméter hosszúságú. A mai ragadozó madarakéhoz hasonlóan horgas végű csőre volt.
A Kelenken guillermoi fosszíliája ugyanazon állat lábcsontjainak egy részét is tartalmazza, amelyek cáfolják azt a korábbi véleményt, hogy a nagy testű gyilokmadarak nehézkesek és lassúk lehettek. A csontok alapján az állat akár 50 kilométeres óránkénti csúcssebességre is képes lehetett.

## Fordítás
- Ez a szócikk részben vagy egészben  a   Kelenken című angol Wikipédia-szócikk ezen változatának fordításán alapul.  Az eredeti cikk szerkesztőit annak laptörténete sorolja fel. Ez a jelzés csupán a megfogalmazás eredetét és a szerzői jogokat jelzi, nem szolgál a cikkben szereplő információk forrásmegjelöléseként.